# Gournable

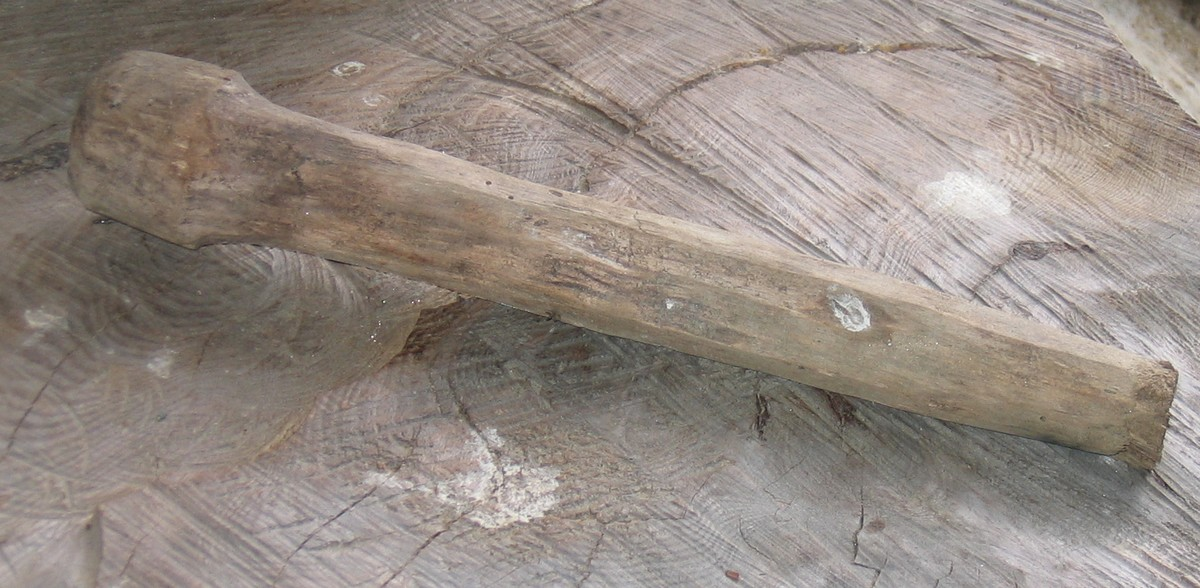
Gournable, Grindnagle

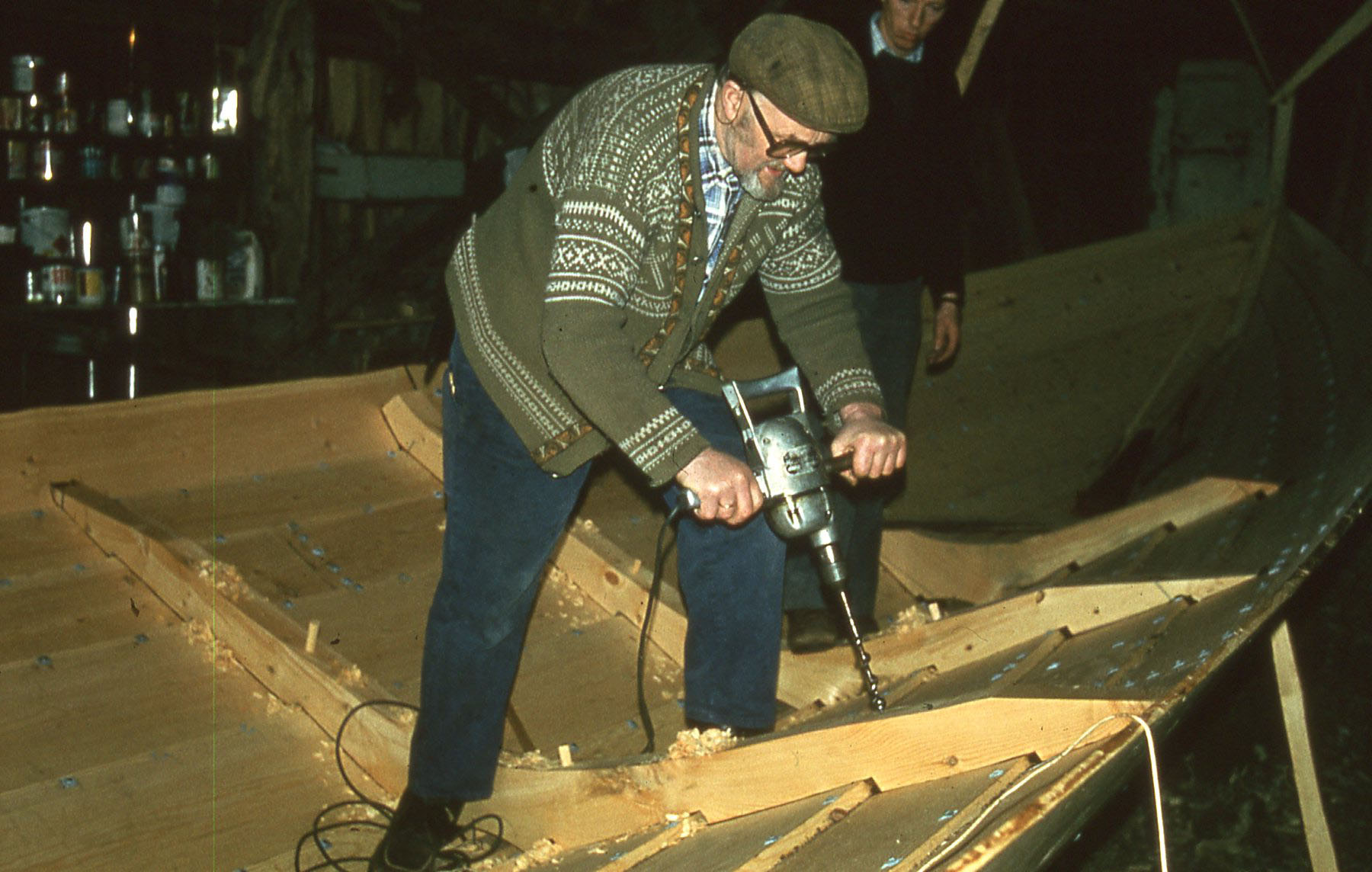
Percements des réservation de gournable sur le Sigurd Bjørkedal

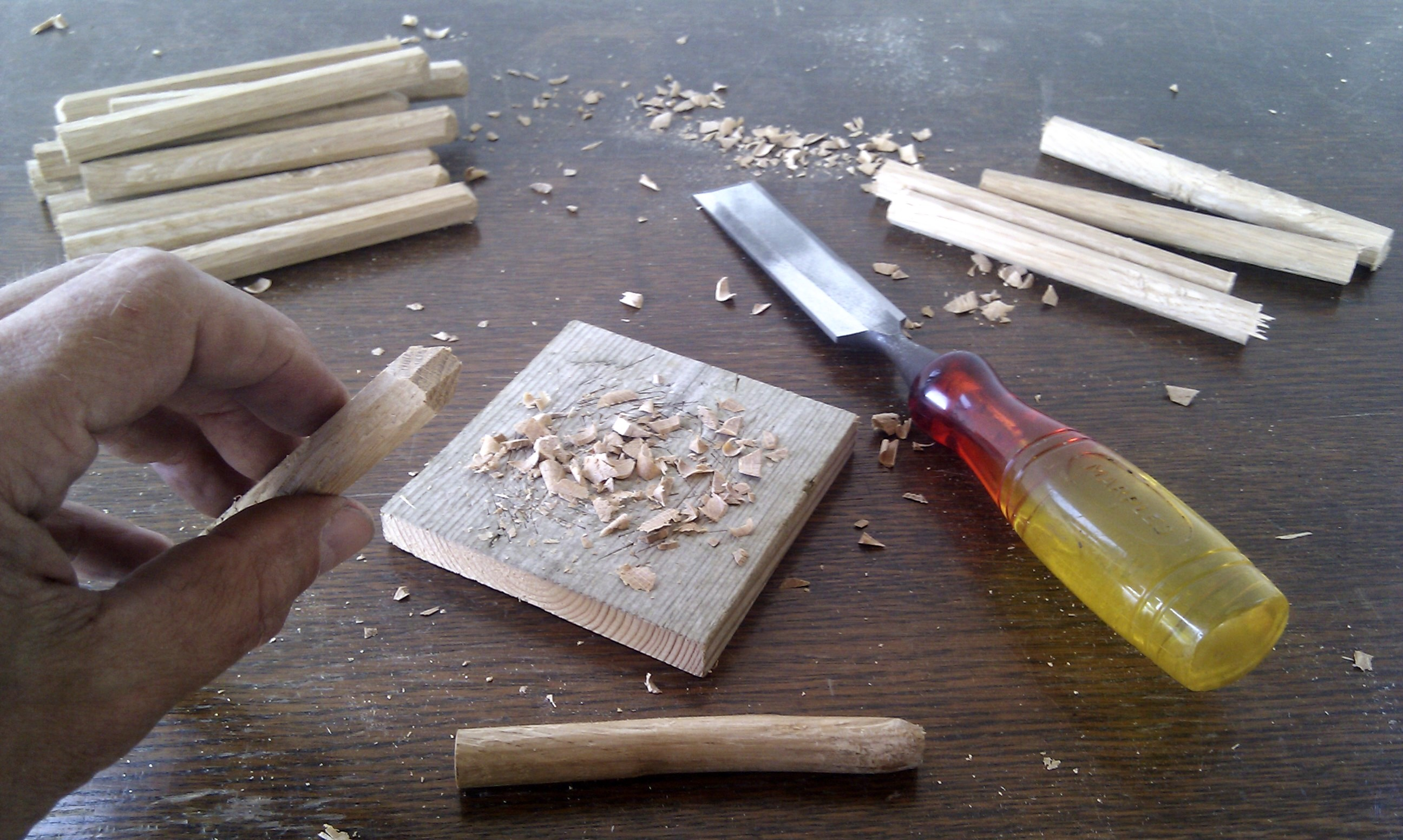
Gournables en chêne qui seront utilisés pour cheviller une structure en bois. Celui qui se trouve à l’avant a été utilisé et retiré, montrant la façon dont les forces ont déformé le bois de façon permanente.

Une gournable (en anglais treenail, également trenail, trennel ou trunnel, en français le verbe gournabler pour enfoncer des gournables dans un bordage existe également), est une longue cheville en bois, broche ou goujon utilisée pour l'assemblage de pièces de bois en construction navale.

## Description
Les gournables sont de longue chevilles en bois (broche ou goujon) de chêne bien sec de forme ronde qui servent à attacher les bordages sur les membres et à diminuer le nombre des chevilles et des clous en fer,. Elles sont appelées en anglais treenail, également trenail, trennel ou trunnel. En français le verbe gournabler pour enfoncer des gournables dans un bordage existe également et les gournabliers sont les ouvriers qui travaillent à faire des gournables. En France, la forme primitive des gournables « est celle d’un prisme à section rectangulaire ; on les travaille ensuite à huit pans, en se servant de la plane de tonnelier, en suivant la direction des fibres du bois et sans se préoccuper de courbures et même de sinuosités quelquefois très-prononcées, qui se redressent une fois qu’elles sont en place. Les gournables sont légèrement effilées d’une extrémité à l’autre, dans le but de faciliter leur introduction dans le trou percé à travers la muraille, ainsi que pour conserver plus de force à l’extrémité sur laquelle on frappe à coups de masse pour les enfoncer. ». Les têtes des gournables sont garnies d'un leur épite.
Aux États-Unis (treenail), elle trouve aussi des usages particuliers dans la construction à pans de bois et  dans les ponts couverts en bois.  Elle est poussée dans le trou foré à travers deux (ou plus) pièces de bois structurelles (assemblages à tenon et mortaise).

## Histoire et usage général
L’utilisation du bois comme tenon remonte à 7 000 ans, car les archéologues ont trouvé des traces de chevilles en bois lors des fouilles des premiers sites germaniques. Les gournables sont notoirement économiques et facilement disponibles, ce qui en fait un matériau de construction précoce. Le févier d'Amérique était aux États-Unis un bois de prédilection pour la fabrication des gournables de la construction navale en raison de sa résistance mécanique et de sa résistance à la pourriture, tandis que le chêne rouge est typique des charpentes d'immeubles. Traditionnellement, les gournables et les chevilles étaient fabriquées en fendant des rondins de bois avec un départoir et en les finissant à la plane sur un banc d'âne. En France on a utilisé le bois de chêne, plus tardivement de l’acacia
Les gournables sont coupées en un seul morceau de bois et fonctionnent bien en raison de leur fil. Le fil de la gournable se déploie perpendiculairement au fil de la mortaise réceptrice, ce qui ajoute à la résistance structurelle de l'ensemble.
Les gournables (treenails) sont généralement de 1,25 pouce (3,175 cm) à 1,5 pouce (3,81 cm) de diamètre et sont taillées à la main avec des facettes rugueuses. La mortaise est percée 1/16 pouce (1,5875 mm) plus petites que la gournable pour créer un ajustement serré et tirer parti des frottements dans la mortaise. Dans les cas où la gournable est de 24 pouces (60,96 cm) ou plus, la gournable doit avoir une forme 1/8 pouce (3,175 mm) plus petite que l'autre moitié. Dans le même cas, la mortaise est percée en deux parties, avec une mèche plus petite pour la partie la plus petite du gournable et une mèche typique pour la pièce standard. Les autres gournables sont effilés, la grande extrémité étant plus longue de 1/8 pouce (3,175 mm) par rapport à la mortaise. Une fois que les gournables ont été martelées dans la mortaise, elles peuvent être coupées, fendues et coincées avec un petit morceau de chêne qui augmente la force de friction (épite). Au lieu de ce coin, la gournable peut recevoir au centre un bouchon ou un poinçon (plug ou punch) qui étend toute la circonférence. Bien que cette méthode prévienne les fuites en réduisant les écarts, les bouchons et poinçons risquent davantage de tomber par temps froid. Dans l’idéal, le nez de gournable est laissé de 4–5 cm libre hors du bois avant d'être coupé.
Contrairement aux clous métalliques, les gournables ne peuvent pas être enlevées (sans effort) et réutilisées. Lorsque le bois se contracte ou se dilate, les fibres créent un frottement qui l'enclenche parfaitement dans la mortaise. En cas de rupture ou de défaillance d'une gournable, et que les bois mis en œuvre restent intacts, la gournable restante peut être découpée et remplacée par une gournable plus grande qui s'adapte parfaitement. De plus, les gournables ont la capacité de se préserver dans le temps et de conserver leur intégrité structurelle. Étant donné que la mortaise et le tenon sont tous deux en bois, la gournable ne force pas la mortaise jusqu'au point de rupture en cas de mouvement, compris les mouvements occasionnés par les forces sismiques et les tassements de sol[réf. nécessaire].

## Utilisations dans les navires

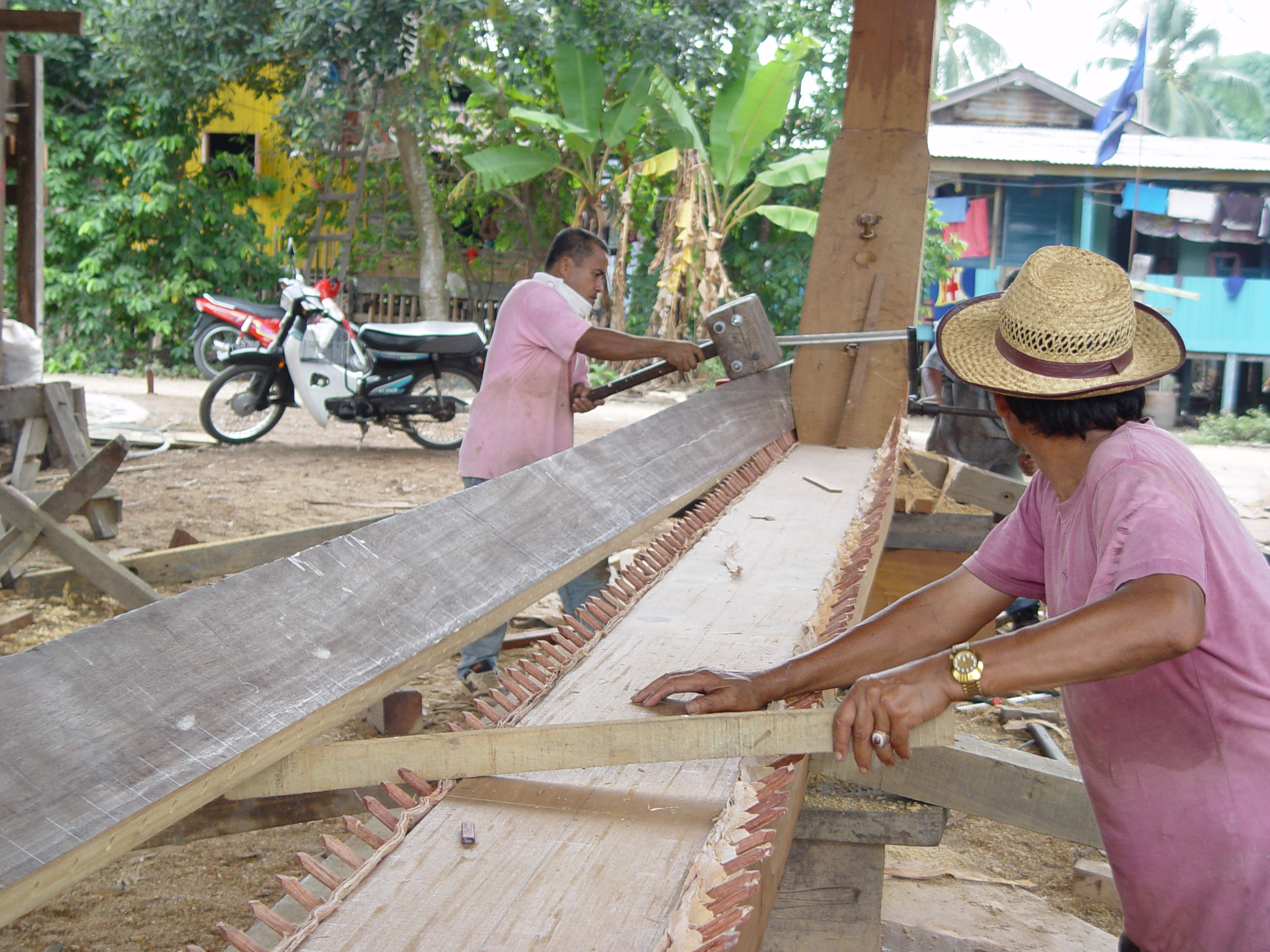
Construction du Naga Pelangi - le montage de la première planche nécessitait l’alignement de plusieurs gournables

La construction navale historique utilisait des gournables pour liaisonner les pièces du bateau. Elles avaient l'avantage de ne pas donner lieu à nail-sickness, terme en anglais désignant la pourriture accélérée et concentrée autour des attaches métalliques. L'augmentation de la teneur en eau provoque l'expansion du bois, ce qui permet aux gournables d'avoir davantage prise sur les bordages lorsqu'elles absorbent de l'eau. Cependant, lorsque la gournable était d'une espèce de bois différente de celle du planchéiage, elle dégénérait généralement en pourriture. Les gournables et les clous de fer dans la marine anglaise étaient les plus répandus jusque dans les années 1780, lorsque les clous de cuivre recouvrant les revêtement de cuivre devinrent plus populaires. Jusque dans les années 1870, les navires de la marine marchande utilisaient des gournables et des boulons en fer, tandis que les navires de la classe supérieure utilisaient des boulons et des dumps en cuivre et en laiton. Dans la tradition des années 1870, les gournables étaient généralement utilisées dans un rapport de quatre gournables pour un boulon, mais dans certaines circonstances le nombre de boulons était augmenté. Dans les corvettes ultérieures, le rapport a été changé à deux gournables pour un boulon. Lorsque les coques seront doublées en cuivre, les gournables prendront le pas sur les clous en fer. En effet le doublage en cuivre crée un couple électrolytique avec le fer, provoque la corrosion électrochimique du bardage et sa destruction.
En France, la forme primitive des gournables « est celle d’un prisme à section rectangulaire ; on les travaille ensuite à huit pans, en se servant de la plane de tonnelier, en suivant la direction des fibres du bois et sans se préoccuper de courbures et même de sinuosités quelquefois très-prononcées, qui se redressent une fois qu’elles sont en place. Les gournables sont légèrement effilées d’une extrémité à l’autre, dans le but de faciliter leur introduction dans le trou percé à travers la muraille, ainsi que pour conserver plus de force à l’extrémité sur laquelle on frappe à coups de masse pour les enfoncer. »

« Pour s’accorder avec leur forme effilée, les trous qui reçoivent les gournables devraient être coniques ; mais comme un trou de cette espèce serait d’une exécution trop difficile, ou se contente de percer un trou cylindrique et de l’évaser ensuite vers l‘extérieur, par l’introduction à des profondeurs variables, de tarières de grosseurs graduées. »

Les gournables sont enfoncées à coups modérés, avec des masses en bois dur tel que le gaïac ou le chêne vert, en prenant la précaution de consolider leur tête par une rousture en bitord, afin d’éviter qu’elles ne fendent sous les chocs qu’elles reçoivent. Jean-Baptiste Hubert (1781-1845), directeur des constructions navales à Rochefort, a innové dans le tournage des gournables.
Le nombre de gournables par navire est important. Une adjudication de 230 000 gournables s'est faite à Toulon en 1852.
« Les gournables doivent être de bois de chêne jeune, fort, liant, fendu de droit fil, sans nœuds ni gélivures, comme sans aubier ». Pour obtenir la plupart de ces qualités, on doit avoir soin de n'employer que des bois qui sont jeunes et « bien venants ». On distingue quatre espèces de gournables, d'après les proportions qu'ils doivent avoir: Les gournables de la première espèce ont 98 cm (3 pieds, 2 lignes) de longueur sur 68 mm(2 pouces 6 lignes) de largeur et d'épaisseur. Celles de la deuxième espèce ont 82 cm (2 pieds, 6 pouces, 3 lignes) de longueur, sur 61 mm (2 pouces, 3 lignes) de largeur et épaisseur. Celles de la troisième espèce ont 65 cm (2 pieds) de longueur, sur 54 mm (2 pouces) de largeur et épaisseur. Celles de la quatrième espèce ont 49 cm. (un pied, 6 pouces, une ligne) de longueur, sur 47 mm (un pouce, 9 lignes) de largeur et épaisseur.
Parfois les gournables fournissaient une connexion plus solide que les boulons de fer en raison de leur grand diamètre, qui leur donnait une plus grande surface de prise. Elles étaient également plus légères et moins coûteuses à acheter qu'un pesant boulon en fer ou en acier.

## Utilisations dans les structures de bâtiment

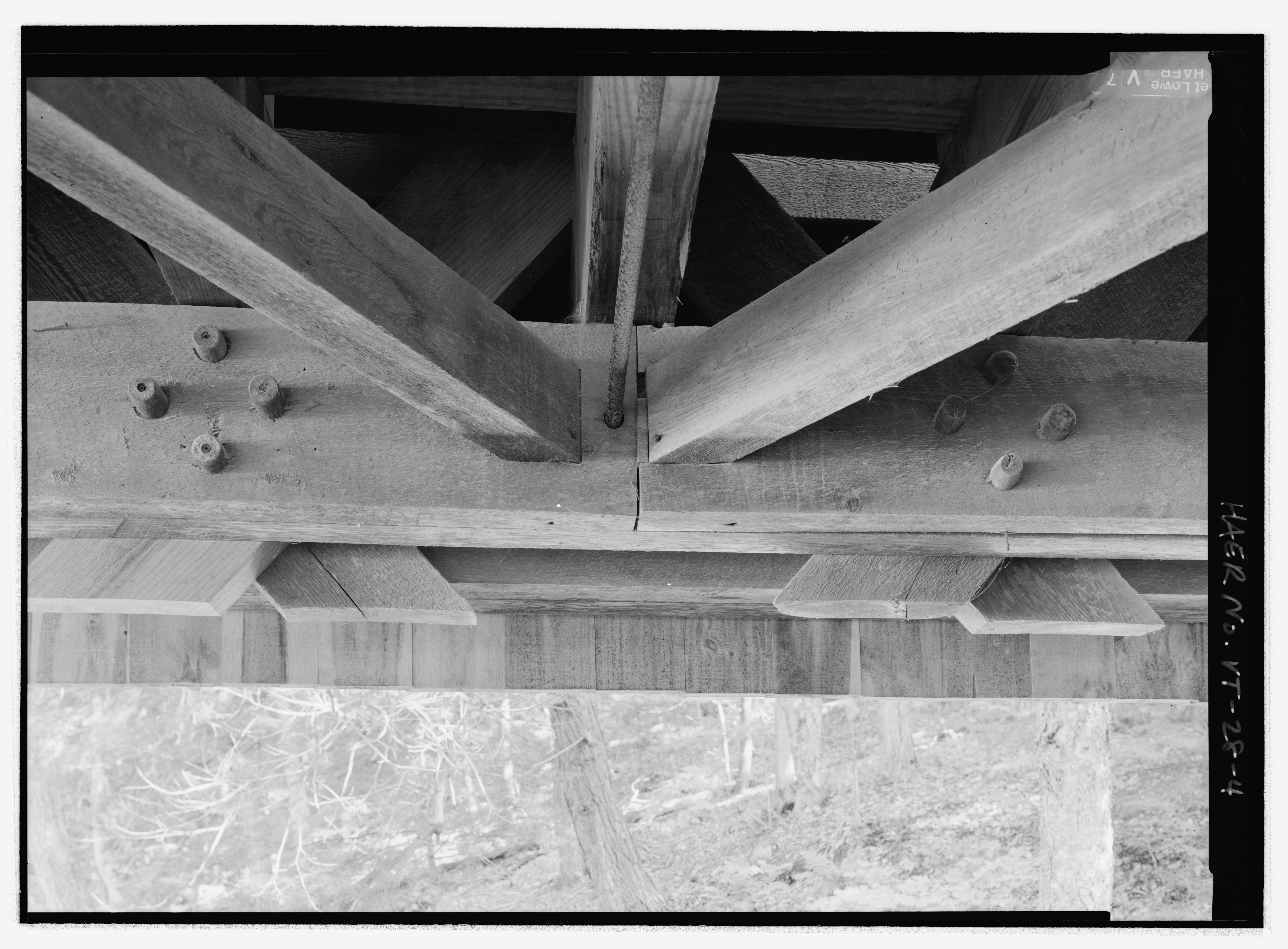
Gournables utilisés dans le pont Brown dans le comté de Rutland, Vermont

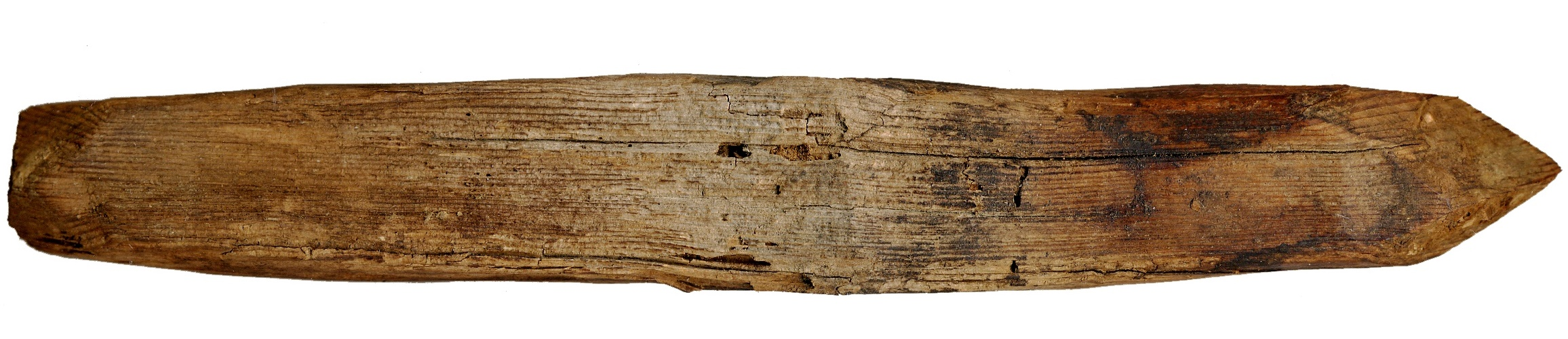
Cheville en bois (Holznagel) d'épicéa vieux de 400 ans du Leiter Hube de St. Oswald à Bad Kleinkirchheim. Autriche

Les fermes à tenon et mortaise précoces dont la portée était inférieure à 30 pieds (9,144 m) utilisaient des  gournables (treenails). Lorsqu'utilisées en treillis, les mortaises de liaison sont percées de manière que, lorsque la gournable est insérée, il crée un joint plus serré. En raison du grand nombre de gournables nécessaires dans une ferme, les gournables peuvent être tournées (sur un tour) avec une tête et une extrémité effilée, souvent maintenue extra-longue pour un ajustement extrêmement serré. La membrure inférieure nécessite souvent deux ou trois chevilles et constitue la partie la plus faible de la ferme. Par conséquent, la gournable ne peut pas empêcher une défaillance dans des portées supérieures à 30 pieds. Dans les cas où un retrait important peut se produire, il peut être nécessaire d’utiliser des sangles en fer ou des renforts en fer.

## Utilisations dans les chemins de fer
Des fixations similaires en bois ont été utilisées comme solutions de rechange aux pointes en métal employées pour fixer les traverses des rails de chemin de fer, au début de l'Époque victorienne. Les gournables (treenails) ont été largement utilisés pour la construction de chemins de fer dans le nord de l'Angleterre.